# Monochamus strandi
Monochamus strandi là một loài bọ cánh cứng trong họ Cerambycidae.